# Football World Championship 1888
Football World Championship 1888 byl exhibiční fotbalový zápas mezi Rentonem a West Bromwich Albion. Zápas vyhrál Renton 4:1. Zápas se konal za nepříznivých povětrnostních podmínek, takže se objevily hlasy pro opakování zápasu v Anglii, k čemuž ale nedošlo.

## Zápas
| 19. května 1888                         |        |                      |                                                  |
| Renton                                  | 4:1    | West Bromwich Albion | Hampden Park diváci: 6 000 rozhodčí: J. Sinclair |
| McNee ??' J. McCall ??' H. Campbell ??' | Report | Pearson ??'          | Hampden Park diváci: 6 000 rozhodčí: J. Sinclair |

| Renton | West Bromwich |

### Sestavy
| Renton |                  |
| GK     | John Lindsay     |
| FB     | Andrew Hannah    |
| FB     | Archie McCall    |
| HB     | Bob Kelso        |
| HB     | James Kelly      |
| HB     | Donald McKechnie |
| FW     | Harry Campbell   |
| FW     | James McCall     |
| FW     | Johnny Campbell  |
| FW     | Neil McCallum    |
| FW     | Jack McNee       |
|        |                  |

| West Bromwich Albion |                       |
| GK                   | Bob Roberts           |
| FB                   | Charlie Mason         |
| FB                   | Harry Green           |
| HB                   | Ezra Horton           |
| HB                   | Charlie Perry         |
| HB                   | George Timmins        |
| FW                   | Billy Bassett         |
| FW                   | George Woodhall       |
| FW                   | Jem Bayliss (kapitán) |
| FW                   | Joe Wilson            |
| FW                   | Tom Pearson           |
|                      |                       |